# Valeriano Weyler
Valeriano Weyler y Nicolau (Palma de Mallorca, 17 de septiembre de 1838-Madrid, 20 de octubre de 1930), i duque de Rubí, i marqués de Tenerife y grande de España, fue un militar y político español.

## Biografía
Nacido en Palma de Mallorca el 17 de septiembre de 1838, era hijo del médico militar madrileño Fernando Weyler y Laviña. Cursó estudios castrenses en la Academia de Infantería de Toledo, obteniendo la graduación de teniente a los veinte años después de haber vivido en el Real Colegio Mayor de San Bartolomé y Santiago de Granada. Diplomado en Estado Mayor, es ascendido a comandante con tan solo veinticuatro años y destinado a Cuba y posteriormente a Santo Domingo. En la última etapa de su vida pasaba largas estancias en su finca El Bohío (choza), en la localidad segoviana de San Rafael, donde era visitado por el monarca Alfonso XIII, que también pasaba temporadas en el cercano Palacio Real de La Granja de San Ildefonso. Weyler era un hombre de muy escasa estatura, al parecer medía solamente 1,52 m, lo cual no fue motivo para mermar su carrera pues se trataba de un rudo combatiente con una gran resistencia física.

### La campaña de Santo Domingo
El 16 de agosto de 1861, la República Dominicana solicitó la anexión a España, promovida por Pedro Santana. Se le condecoró con la Cruz Laureada de San Fernando por su actuación en la acción del río Haina, en Santo Domingo, donde al mando de una tropa de 150 hombres, defendió con éxito la posición durante tres días contra 500 asaltantes, retirándose finalmente sin abandonar muertos, heridos ni material.

Era esta de Santo Domingo una guerra de sorpresas y batallas fugaces y violentas que se sucedían repetidamente; el mismo tipo de combates en el que se vería envuelto tantas veces a lo largo de su vida, en Cuba y Filipinas. Fue pues en tierras dominicanas donde comenzó a convertirse en un experto en la peculiar forma de batirse en el medio tropical. Había que aceptar que aprendió pronto y bien aquel oficio. Así, a diferencia de la mayoría de los hombres que acabaron alcanzando los mas altos grados del Ejército español, casi o al mismo tiempo que él, muchos de los cuales eran «africanistas», al menos en parte de su formación como Martínez Campos, Polavieja, Ahumada,... y tantos otros; por no citar los de la generación precedente: López Domínguez, Caballero de Rodas, Valmaseda, etc.: Weyler fue esencialmente «antillanista».
Emilio de Diego, pág. 52

Los acontecimientos se desarrollaron aceleradamente. El 10 de octubre de 1868 se inició el alzamiento y ya el día 20 los revolucionarios cubanos habían tomado la ciudad de Bayamo, la segunda en importancia de la zona oriental de la isla, donde fundaron un gobierno en armas. El general Blas Villate, conde de Valmaseda, fue enviado a la región sublevada para enfrentar el movimiento; su segundo al mando era el brigadier Valeriano Weyler. Se trataba de dos militares derrotados en Santo Domingo, donde habían aprendido algo que conocieron muy bien los ayacuchos: las dificultades irremontables de luchar contra un ejército irregular, apoyado por los campesinos, que servían al enemigo de informantes veraces y les suministraban alimentos, mientras respecto a los soldados de España actuaban como desinformadores y evadían toda ayuda. Frente a este tipo de guerra, las estrategias prusianas de moda en Europa carecían de valor.
Moreno Fraginals, pág. 276

### Capitán general de Canarias
Entre 1878 y 1883 ejerció como capitán general de Canarias. En este periodo impulsó la construcción del edificio de la Capitanía General de Canarias con sede en Santa Cruz de Tenerife y la construcción del Gobierno Militar de Las Palmas de Gran Canaria.
En 1878, a la edad de cuarenta años fue nombrado teniente general por sus servicios a la corona durante la última de las Guerras Carlistas. Estuvo al frente de las capitanías generales de Canarias, Cataluña, Vascongadas y Baleares. En 1883 fue nombrado capitán general de Filipinas, permaneciendo en el cargo hasta 1891.

### Capitán general de Filipinas
Nombrado por Real orden de 15 de marzo de 1888, acudió a un territorio extenso y de difíciles comunicaciones, con régimen de monopolio. Hasta la década de 1830, la única comunicación era el galeón de Manila.

La presencia española en tan lejanas tierras fue siempre escasa. Apenas unas pocas de sus más de siete mil islas fueron ocupadas efectivamente. Los recursos de la administración civil y militar no superaron en ningún momento, en circunstancias normales, la cifra de unos cuantos cientos de funcionarios y soldados y unas ridículas dotaciones presupuestarias.
Emilio de Diego, pág. 144

### Capitán general de Cuba

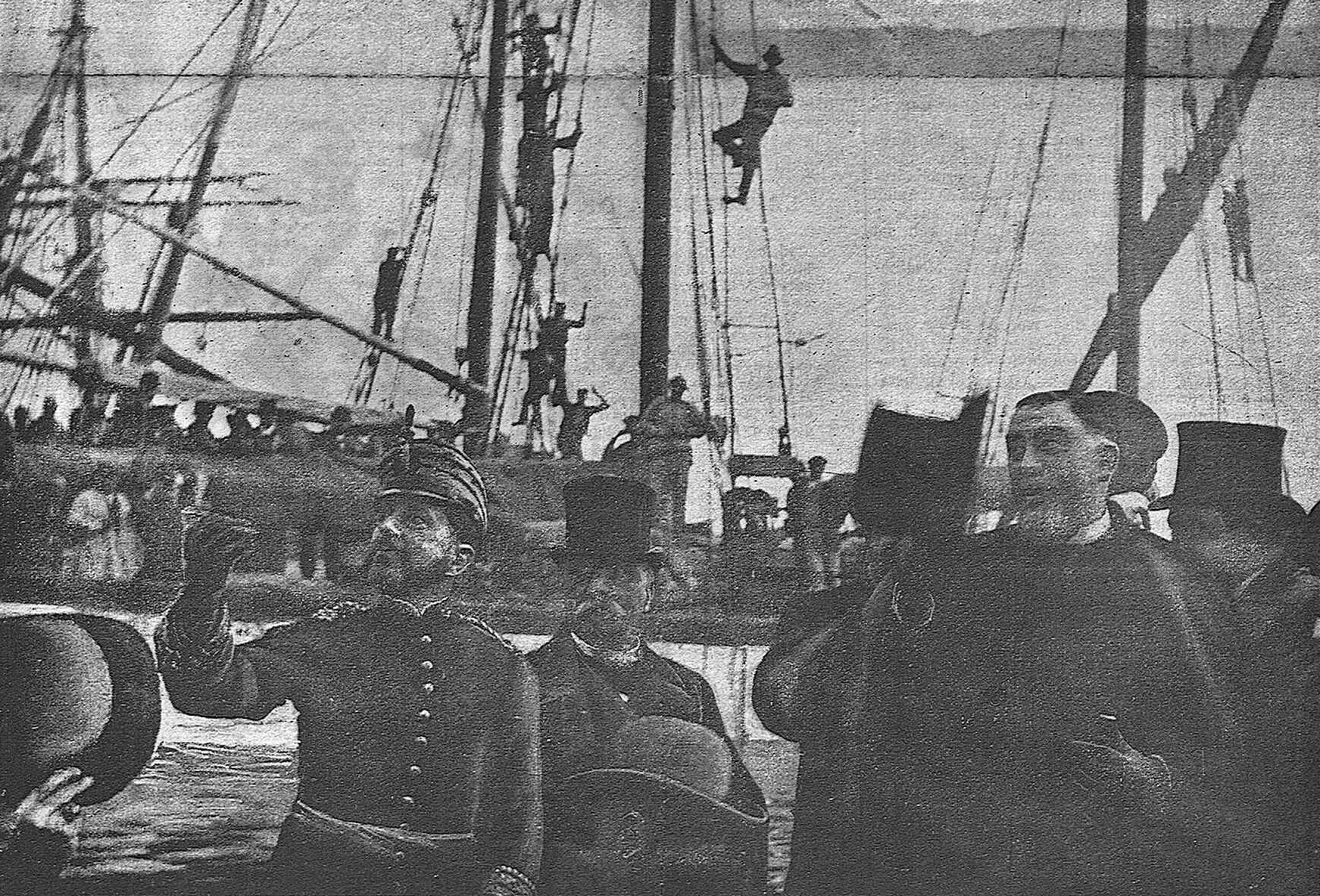
Weyler embarcando para partir a Cuba (La Campana de Gracia, 1 de febrero de 1896)

Nombrado capitán general de Cuba en febrero de 1896 por Cánovas del Castillo, sustituyó al general Martínez-Campos, con órdenes de zanjar los intentos independentistas. En el breve período que ocupó esta capitanía general intenta frenar la lucha de los independentistas en el occidente, y durante su mandato cae en combate, en la provincia de La Habana, el lugarteniente general del Ejército Libertador Antonio Maceo, pero a pesar de esto los "mambises" cubanos siguieron siendo fuertes en el oriente de la isla, donde las largas campañas de verano destruyeron las fuerzas españolas al son de las enfermedades y las tácticas de cargas al machete del general Máximo Gómez, jefe militar máximo de los independentistas, para entonces Weyler ordenó la concentración de la población rural del occidente cubano en núcleos urbanos que se convirtieron en campos de concentración, hecho conocido en la historia como la Reconcentración de Weyler.
La proclama que daba inicio a la reconcentración decía:

1. Todos los habitantes de las zonas rurales o de las áreas exteriores a la línea de ciudades fortificadas, serán concentrados dentro de las ciudades ocupadas por las tropas en el plazo de ocho días. Todo aquel que desobedezca esta orden o que sea encontrado fuera de las zonas prescritas, será considerado rebelde y juzgado como tal.
 
2. Queda absolutamente prohibido, sin permiso de la autoridad militar del punto de partida, sacar productos alimenticios de las ciudades y trasladarlos a otras, por mar o por tierra. Los violadores de estas normas serán juzgados y condenados en calidad de colaboradores de los rebeldes.

3. Se ordena a los propietarios de cabezas de ganado que las conduzcan a las ciudades o sus alrededores, donde pueden recibir la protección adecuada.

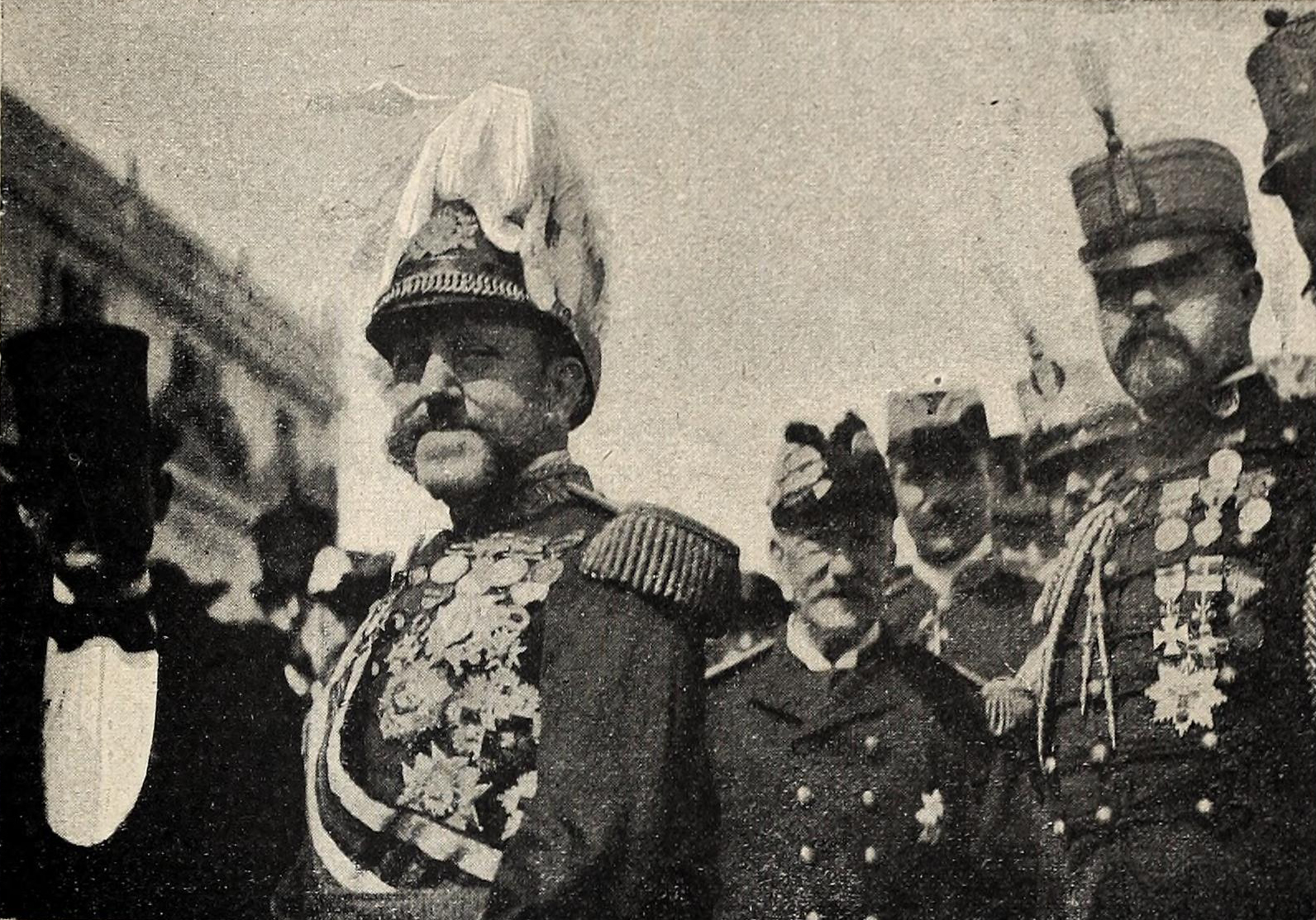
Weyler fotografiado con varias autoridades de La Habana el día de su desembarco en Cuba (1896).

Los continuos ataques de los independentistas cubanos a las fuerzas gubernamentales y la dificultad de estas de solo poder defender las grandes ciudades, Weyler lanzó la eficaz Reconcentración, para quitar apoyo al Ejército separatista.
Es difícil determinar con certeza la cantidad de personas reagrupadas como consecuencia de las órdenes dictadas por Weyler. Se estima que para diciembre de 1896 unos cuatrocientos mil cubanos no combatientes se catalogaban como reconcentrados en lugares escogidos o no con ese objetivo. La medida creó una situación compleja al no poder suministrar alimentos a estas poblaciones con graves condiciones de insalubridad, que experimentaron hambrunas y epidemias y se calcula que se dejó morir a muchos miles de cubanos en dichos campos de concentración.
Hasta hoy, los investigadores no se han puesto de acuerdo sobre el número de bajas civiles, que oscila entre 60 000 y 500 000. Los estudios más recientes parten de unas 170 000 víctimas civiles, un 10 % de la población de la isla.
Esta medida acabó hacia marzo de 1898, en pro de la nueva política buenista, y a la postre fracasada, propiciada por el general Ramón Blanco y Erenas e impuesta por las circunstancias.

Sobre Cuba pesaba la enorme fatiga de casi cuatro años de lucha y el cansancio acumulado de la Guerra de los Diez Años, la Guerra Chiquita y la batalla cotidiana del exilio durante los quince años de paz preparando una nueva guerra. Sobre los campos cubanos desolados por la reconcentración ordenada por Valeriano Weyler se había llevado a cabo una lucha que agotó los recursos españoles, quienes a su vez dominaron todos los centros urbanos fundamentales, hasta la rendición de Santiago de Cuba. España se había obligado a mantener sobre las armas a tantos soldados como hombres cubanos en edad militar. Miles de estos hombres pelearon en el campo con las tropas insurrectas que en continua movilidad evitaban todo encuentro frontal, ya que precisamente su objetivo era mantener dividido y disperso al ejército español. De esta forma la guerra se alargaba, paro no se exponía el triunfo cubano al resultado de una sola batalla contra un ejército cuyos jefes estaban formados en las modernas técnicas militares prusianas. El tiempo estaba a favor de la causa cubana. La famosa frase de Cánovas del Castillo pronunciada poco antes de morir: «Hasta el último hombre, hasta la última peseta», era una prueba de que hombres y pesetas se estaban agotando en España. La tardía concesión de la autonomía, no aceptada por los revolucionarios, y exiguamente impuesta en las ciudades, fue también muestra de la debilidad española. Naturalmente que librar una guerra de agotamiento exigía una altísima dosis de reciedumbre.
Moreno Fraginals, págs. 338–339

Fue retirado de Cuba en octubre de 1897, cuando Sagasta sustituyó al asesinado Cánovas. La prensa norteamericana de Hearst y Pulitzer reclamaba la intervención en Cuba, presuntamente para acabar con la «matanza de civiles» aunque en verdad solo pretendían apoderarse de la isla [cita requerida], ignorando la lucha de los independentistas cubanos.[cita requerida]

### Cargos posteriores

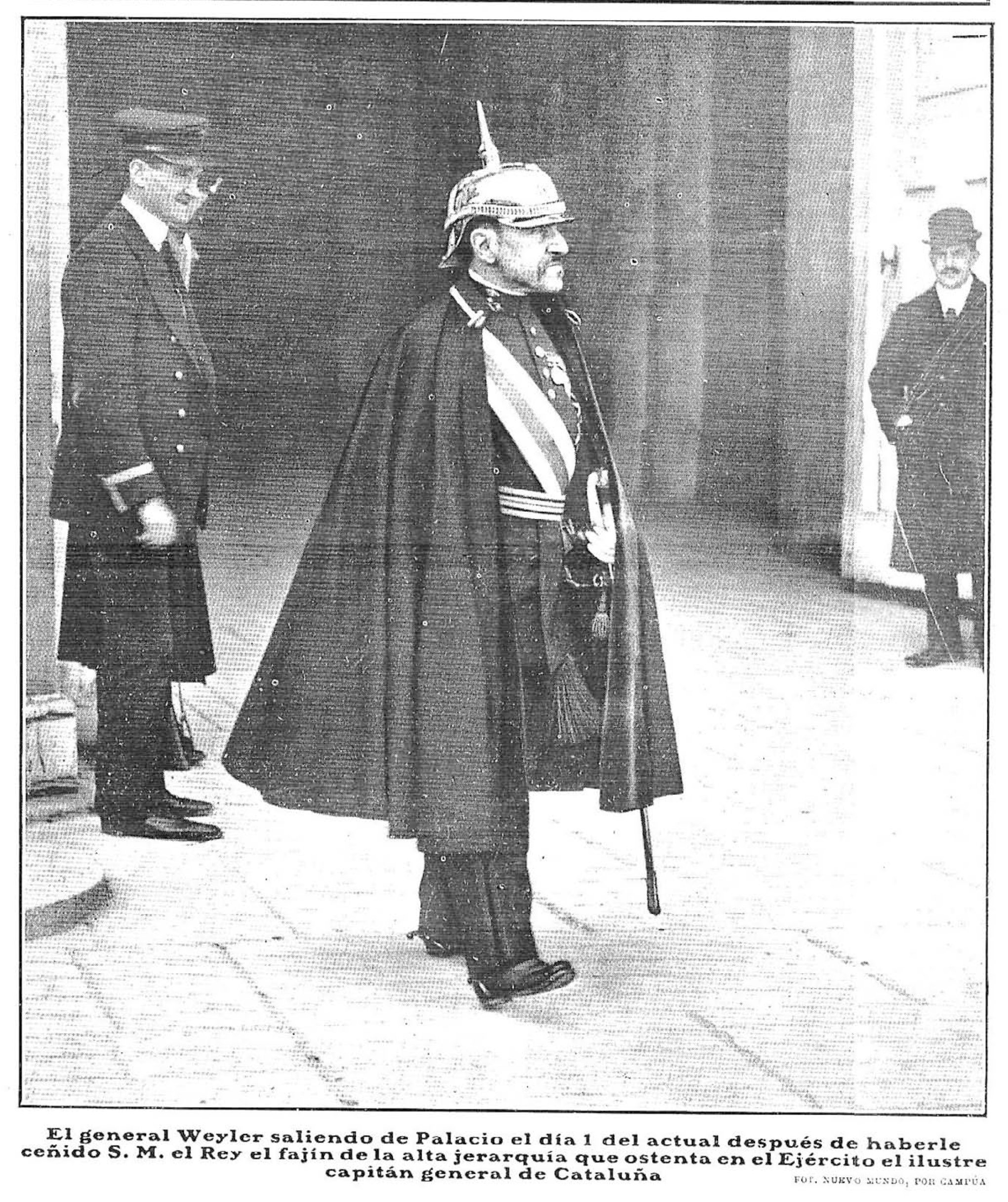
Weyler saliendo del Palacio Real de Madrid, fotografía de Campúa en Nuevo Mundo (1910).

En 1909, siendo capitán general de Cataluña, reprimió con éxito las protestas y altercados durante la Semana Trágica de Barcelona.
Ministro de Guerra en tres ocasiones, simultaneado en una de ellas con el Ministerio de Marina, fue senador vitalicio por designación real. Se opuso a la dictadura de Primo de Rivera, interviniendo en la Sanjuanada contra el dictador, que lo detuvo pero no se atrevió a encarcelarlo, aunque lo condenó al ostracismo e hizo que desapareciese su nombre de las calles y plazas que le había otorgado tal distinción (conservando el nombre la plaza Weyler de Santa Cruz de Tenerife).

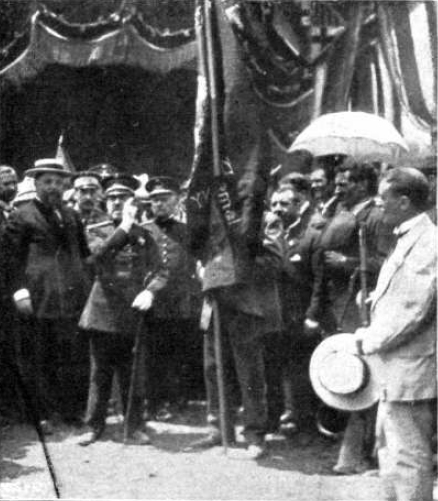
Weyler como capitán general de Cataluña, arengando al somatén de Barbará en 1912.

Entre 1916 y 1922 y de 1923 a 1925 fue jefe del Estado Mayor Central del Ejército. En 1930, ya cercana la hora de su muerte, seguía presionando al rey Alfonso XIII para que destituyese a Primo de Rivera.
Falleció el 20 de octubre de 1930 en su domicilio del número 41 de la madrileña calle del Marqués de Urquijo.

## Aportaciones como teórico militar
Durante su carrera militar, el general Weyler tuvo que hacer frente a insurgencias en Santo Domingo, Filipinas y Cuba. Además de su acción práctica como mando, fue de los pocos que en España se preocuparon por desarrollar métodos y tácticas para la guerra irregular.
La concentración de poblaciones en lugares determinados, las trochas y otras innovaciones, inicialmente aplicadas durante la guerra de Secesión por los generales Sheridan y Hunter cuando devastaron completamente el valle de Shenandoah y por el también general Sherman al arrasar Georgia y Carolina del Sur, fueron fielmente copiadas y seguidas en otros conflictos como Horatio Kitchener en las Guerras de los Bóeres o la Wehrmacht en la Segunda Guerra Mundial. La diferencia entre estas tácticas estriba en que en América hubo auténticos campos con ganado y cultivos. Se lo cita comúnmente en la prensa estadounidense como el "Carnicero" Weyler.